# Diplom-HTL-Ingenieur
Der Diplom-HTL-Ingenieur (abgek.: Dipl.-HTL-Ing.) beziehungsweise Diplom-HLFL-Ingenieur (abgek. Dipl.-HLFL-Ing.) wurde in Österreich als staatliche Bezeichnung unter bestimmten Voraussetzungen Absolventen Höherer Technischer bzw. Land- und Forstwirtschaftlicher Lehranstalten (HTL- bzw. HLFL-Ingenieure mit einer Zusatzprüfung) verliehen, wobei es sich jedoch um keinen akademischen Grad handelt. 

## Entstehung
Die Bezeichnungen Diplom-HTL-Ingenieur beziehungsweise Diplom-HLFL-Ingenieur (Kurzbezeichnung Dipl.-HTL-Ing./Dipl.-HLFL-Ing.) wurde mit der seit dem Jahr 1994 erfolgten Gründung von Fachhochschulen in Österreich übergangsweise eingeführt, um bereits berufstätigen HTL-Ingenieuren eine Möglichkeit der Nachqualifizierung zu bieten. 
Bereits im Jahr 1994 wurde das Gesetz derart befristet, dass die Bezeichnung nur dann verliehen werden konnte, wenn die Verleihung vor dem 1. Jänner 2007 beantragt und alle Prüfungen bis zum 31. Dezember 2008 abgelegt wurden. Die Verleihung der Bezeichnung oblag dem für Wirtschaft zuständigen Bundesministerium bzw. dem Bundesministerium für Land- und Forstwirtschaft, jeweils in Kooperation mit dem Wissenschaftsministerium und dem Unterrichtsministerium. Es handelt sich hierbei um keinen akademischen Grad.

## Voraussetzungen
Voraussetzung für die Verleihung des Titels waren ein erfolgreicher Abschluss einer Höheren Technischen bzw. einer Land- und Forstwirtschaftlichen Lehranstalt, mit Matura und (postsekündärer) Diplomprüfung. Danach mussten mindestens 6 Jahre berufs- und studienfachs-einschlägige Praxis nachgewiesen werden. 
Es musste über ein Fachgebiet aus der beruflichen Praxis eine Diplomarbeit im Umfang von mindestens 30 Seiten erarbeitet und beim Wirtschaftsministerium in dreifacher Ausfertigung eingereicht werden. Diese Diplomarbeit wurde von drei Gutachtern aus dem Bereich der Universitäten geprüft.
Zuletzt musste eine Prüfung am Wirtschaftsministerium vor einer dreiköpfigen Prüfungskommission abgelegt und die Diplomarbeit verteidigt werden. Nach § 18 IngG sollten in der Prüfung Kenntnisse nachgewiesen werden, die „jenen gleichzuhalten sind, wie sie durch ein Diplom einer [...] Fachhochschule nachgewiesen werden.“
Für die Begutachtung der Diplomarbeit und die Prüfung fielen Kosten in der Höhe von 6000,- öS an.

## Abschaffung der Bezeichnung
Seit dem 1. Januar 2007 ist für HTL-Absolventen mit Berufspraxis wie gehabt die Standesbezeichnung „Ingenieur“ / Ing. oder „Ingenieurin“ / Ing. vorgesehen. Die Zulassung zur kommissionellen Abschlussprüfung zur Erlangung der Bezeichnungen „Diplom-HTL-Ingenieur“ sowie „Diplom-HLFL-Ingenieur“ kann nicht mehr beantragt werden. Bereits vergebene Abschlüsse behalten aber ihre Gültigkeit.